# 1898 год в истории железнодорожного транспорта
1898 год в истории железнодорожного транспорта

## События
- В России начал издаваться первый журнал для железнодорожных служащих — «Железнодорожная неделя».[1]
- В России открыт первый участок Алапаевской узкоколейной железной дороги.
- На железных дорогах России введены общие «Правила технической эксплуатации железных дорог».[1]
- На территории Грузии начато строительство Узкоколейной железной дороги Боржоми — Бакуриани.
- В Бельгийском Конго построена железнодорожная линия Леопольдвиль — порт Матади длиной 365 километров.[1]
- 20 августа открыта первая в Швейцарии электрифицированная шестерёночная железная дорога, Горнерграт, длиной 9 км и максимальным уклоном 20%.
- 25 августа в Твери был основан «Верхневолжский завод железнодорожных материалов». По состоянию на 2008 год это открытое акционерное общество «Тверской вагоностроительный завод».
- Основан Финский железнодорожный музей.

## Персоны

### Родились
- Лев Серге́евич Лебедя́нский — выдающийся советский инженер-локомотивостроитель. Под его руководством и с его участием были созданы различные типы паровозов, тепловозов и газотурбовозов.

### Скончались
- Струве, Аманд Егорович — военный инженер, предприниматель, специалист в области мостостроения.